# Bagno (Piasek)
Bagno – przysiółek wsi Piasek w Polsce, położony w województwie świętokrzyskim, w powiecie koneckim, w gminie Stąporków.
Wierni kościoła rzymskokatolickiego należą do parafii św. Mikołaja w Końskich.
W latach 1975–1998 przysiółek administracyjnie należał do województwa kieleckiego.